# John M. Deutch

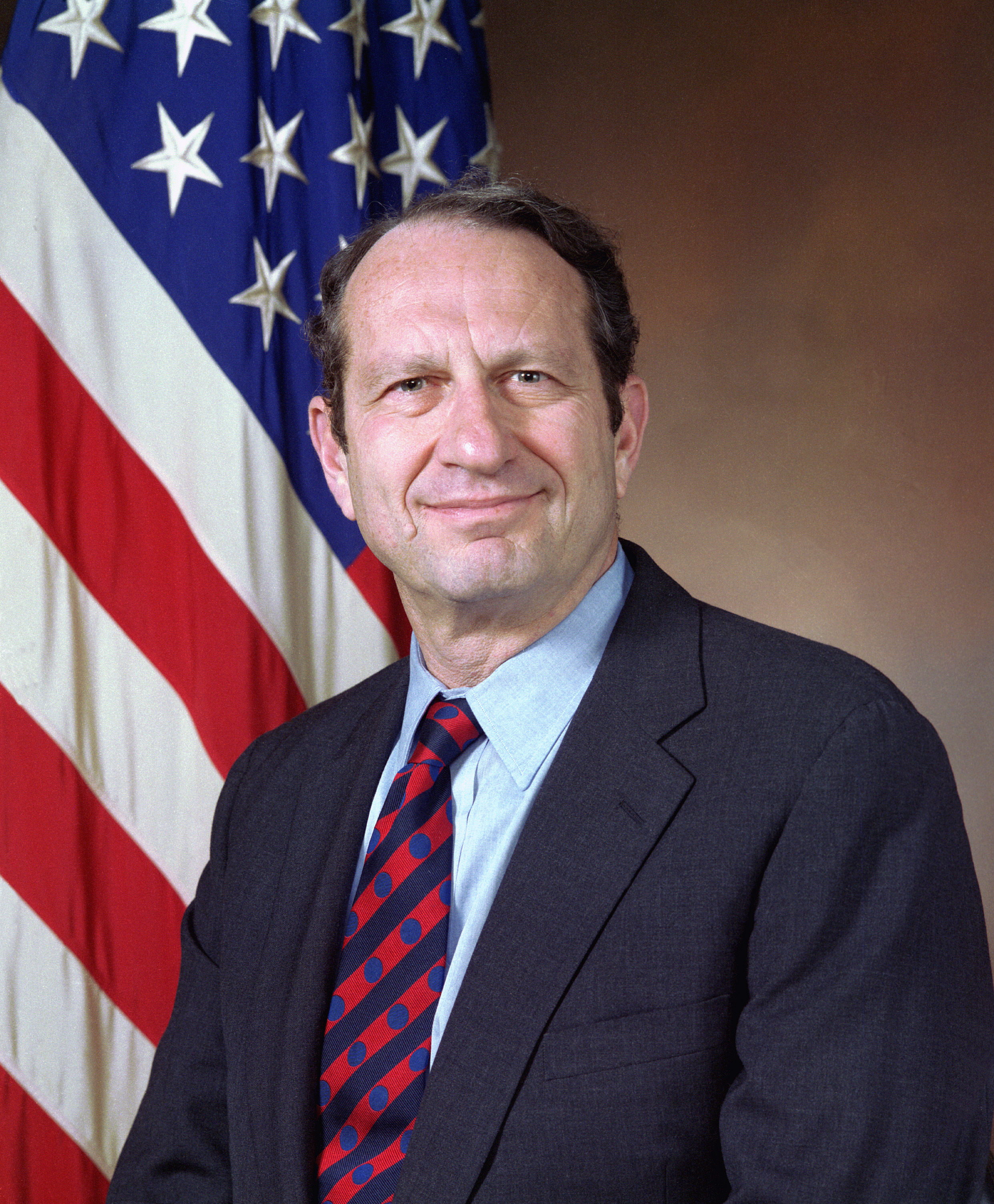
John Deutch (1993)

John Mark Deutch (* 27. Juli 1938 in Brüssel) war von 1994 bis 1995 stellvertretender Verteidigungsminister (Deputy Secretary of Defense) der USA und vom 10. Mai 1995 bis 14. Dezember 1996 CIA-Direktor. Er ist Professor emeritus am Massachusetts Institute of Technology (MIT) und Mitglied in den Aufsichtsräten von Citigroup, Cummins, Raytheon, Schlumberger und dem Verwaltungsrat der Renova-Gruppe.
Deutch wurde in der belgischen Hauptstadt Brüssel als Sohn eines aschkenasischen Vaters geboren. Er machte am Amherst College seinen Bachelor-Abschluss in Geschichte und VWL. Am MIT studierte er Chemieingenieurwesen (Bachelor of Science 1961) und wurde 1966 in physikalischer Chemie promoviert.
Von 1977 bis 1980 hatte er verschiedene Posten im US-Energieministerium inne. 1978 wurde er in die American Academy of Arts and Sciences aufgenommen.
Von 1993 bis 1994 war Deutch im US-Verteidigungsministerium Abteilungsleiter (Under Secretary) für Beschaffungswesen und Technik. Von 1994 bis 1995 war er stv. Verteidigungsminister.
1995 wurde er von US-Präsident Bill Clinton zum Direktor der CIA ernannt. Er setzte die Politik seines Vorgängers James Woolsey fort. Dies beinhaltete die Veröffentlichung von Aufzeichnungen über verdeckte Operationen im Kalten Krieg. Er setzte sich auch dafür ein, mehr Frauen und Minderheiten in der CIA einzustellen.
Kurz nachdem Deutch die CIA 1996 verlassen hatte, wurde aufgedeckt, dass diverse als geheim eingestufte Daten auf seinem Laptop abgelegt und dort als nicht geheim bezeichnet waren. Im Januar 1997 leitete die CIA eine Ermittlung ein, Deutch wurde aber von Bill Clinton an seinem letzten Amtstag begnadigt. 2007 wurde er gewähltes Mitglied der American Philosophical Society.